# Kommunalvalget i Grønland 2013
Det grønlandske kommunalvalg 2013 blev afholdt den 2. april 2013. 
Det var Grønlands andet kommunalvalg, siden de fire storkommuner blev indført. Valget var tillige valg til bygdebestyrelser og de lokale menighedsråd. 
Normalt afholdes der kommunalvalg hvert fjerde år. Det forrige valg foregik dog fem år tidligere i 2008. Men på grund af sammenlægningen af de 18 tidligere kommuner til fire nye storkommuner pr. 1. januar 2009, afholdtes valget fire år efter sammenlægningen.